# Puniti
Nella Bibbia, i Puniti erano una famiglia di discendenti di Puva (Pua), secondo figlio di Issacar.

## I Puniti nella Bibbia
La famiglia dei Puniti è menzionata una sola volta nella Bibbia:
- Numeri 26:23: "I figli di Issacar secondo le loro famiglie furono: Di Tola la famiglia dei tolaiti; di Puva la famiglia dei puniti..."